# Bifrenaria stefanae
Bifrenaria stefanae  é uma espécie de orquídea epífita de crescimento cespitoso só encontrada em São Paulo a Rio de Janeiro e Minas Gerais, no Brasil, onde habita florestas úmidas. Pertence ao grupo das Bifrenaria pequenas, classificadas ocasionalmente nos gêneros Adipe ou Stenocoryne. É similar à Bifrenaria vitellina da qual pode der diferenciada pelas pétalas, que aqui não se abrem muito, pelo lobo terminal do labelo que é mais largo que longo, e pelo posicionamento do calo do labelo, mais longe da base do que acontece na primeira.